# ميليم كيش
ميليم كيش الكيشي وهو الملك السومري السادس عشر لسلالة كيش الأولى حكم في حوالي سنة 2900 ق م حسب قائمة الملوك السومريين، جاء بعد إنمي نونا وخلفه برسال نونا.